# Marek Grześ
Marek Grześ (ur. 23 maja 1946 w Zgorzelcu, zm. 20 sierpnia 2020) – polski hydrolog, dr hab.

## Życiorys
Studiował geografię na Uniwersytecie Mikołaja Kopernika w Toruniu, w 1976 obronił pracę doktorską, 25 stycznia 1993 habilitował się na podstawie pracy zatytułowanej Zatory i powodzie zatorowe na dolnej Wiśle. Mechanizmy i warunki. Został zatrudniony na stanowisku profesora nadzwyczajnego w Instytucie Geografii na Wydziale Biologii i Nauk o Ziemi Uniwersytetu Mikołaja Kopernika, oraz w Instytucie Geografii i Przestrzennego Zagospodarowania im. Stanisława Leszczyckiego Polskiej Akademii Nauk.
Był kierownikiem w Zakładzie Kriologii i Badań Polarnych na Wydziale Nauk o Ziemi Uniwersytetu Mikołaja Kopernika, członkiem Komitetu Nauk Geograficznych na VII Wydziale - Nauk o Ziemi i Nauk Górniczych, Komitetu Badań Polarnych prezydium Polskiej Akademii Nauk, a także członkiem prezydium Komitetu Badań Polarnych prezydium PAN.
Zmarł 20 sierpnia 2020, pochowany w Ciechocinku.